# Iridopsis leucochitonia
Iridopsis leucochitonia är en fjärilsart som beskrevs av Louis Beethoven Prout 1934. Iridopsis leucochitonia ingår i släktet Iridopsis och familjen mätare. Inga underarter finns listade i Catalogue of Life.